# Kinder Cereali
Kinder Cereali, commerciato internazionalmente con il nome di Kinder Country, è una barretta al cioccolato prodotta dalla Ferrero, in commercio dal 1976.

## Descrizione
Il Kinder Cereali è una barretta di cioccolato con la stessa consistenza del Kinder Cioccolato, con la differenza di una forma più larga e l'aggiunta dei cinque cereali. Il peso netto del prodotto è di 23,5 g, ed è ritenuto uno dei prodotti più sani e nutrizionali della linea. Fu lanciato sul mercato nel 1976.

## Promozione
Nel corso degli anni numerose pubblicità sono state trasmesse per reclamizzare il prodotto. Fra le più recenti si possono citare quella lanciata a fine anni novanta in cui recitava un ancora non famoso Paolo Ruffini (spot C'è sempre qualcosa dietro), e nel 2006 quella diretta da Ricky Tognazzi e Simona Izzo e con protagonista Nathalie Rapti Gomez (spot Semplice, come lo vedi). Attuale testimonial del Kinder Cereali è la schermitrice Valentina Vezzali.

## Il Kinder Cereali Summer
Così come per il Kinder Sorpresa per cui nel 2000 venne lanciato un sostituto estivo (il Kinder Merendero), nel 2011 è successa la stessa cosa a Kinder Cereali, a cui è stata aggiunta la denominazione "Summer" per indicarne l'utilizzo in tale stagione. Esso è formato da una crema al latte in cui sono immersi vari cereali dentro a una confezione di plastica.